# Tyrannochthonius muchmoreorum
Espèce
Tyrannochthonius muchmoreorum est une espèce de pseudoscorpions de la famille des Chthoniidae.

## Distribution
Cette espèce est endémique du Texas en Chine,. Elle se rencontre dans la grotte Geocache Cave dans le comté de Bell.

## Description
Le mâle holotype mesure 1,17 mm.

## Étymologie
Cette espèce est nommée en l'honneur de William (1920–2017) et Marjorie Murrin Muchmore (1923–2008).

## Publication originale
- Cokendolpher, 2009 : New troglobitic Tyrannochthonius from Fort Hood, Texas (Pseudoscorpionida: Chthoniidae). Texas Memorial Museum & Texas Natural Science Center, no 7, p. 67-78 (texte intégral).